# Мельник, Сергей Алексеевич
Сергей Алексеевич Мельник (21 марта [2 апреля] 1898, Одесса — 23 июля 1968, Одесса) — советский учёный-виноградарь, доктор сельскохозяйственных наук (1944), член-корреспондент ВАСХНИЛ (с 1956), заслуженный деятель науки УССР (1959). Депутат Верховного Совета УССР 4-5-го созывов.

## Награды
- 3 ордена Ленина
- 2 ордена Трудового Красного Знамени,
- 6 медалей советских и ВДНХ.

## Биография
В 1920 году окончил Одесский сельскохозяйственный институт.
До 1930 года работал старшим научным сотрудником, заведующим отделом, научным руководителем Украинского НИИ виноградарства и виноделия им. Таирова.
С 1930 по 1934-й годы — профессор, заведующий кафедрой, декан Херсонского сельскохозяйственного института, одновременно - научный руководитель и председатель научного бюро Укрсадвинтреста.
В течение 1934—1941 годов - профессор, заведующий кафедрой, декан, заместитель директора по науке, исполняющий обязанности директора Одесского сельскохозяйственного института. Одновременно — профессор Тираспольского плодово-ягодного института (1935—1938), 1934—1938 — профессор Тираспольского сельскохозяйственного института.
Профессор, заместитель директора по научной работе Краснодарского института виноградарства в 1941—1942 годах, в течение 1942—1944-х гг. — профессор Ереванского сельскохозяйственного института, одновременно — заведующий отделом Института виноградарства и виноделия АН Армянской ССР.
На протяжении 1944—1959 годов — профессор, заведующий кафедрой, декан факультета виноградарства и плодоовощеводства Одесского сельскохозяйственного института. Одновременно в 1945—1946 годах — профессор Кишинёвского сельскохозяйственного института, в 1946—1950 — профессор и заведующий кафедрой Одесского технологического института консервной промышленности.
В 1959—1968 годах — директор Одесского сельскохозяйственного института. В 1957—1968 годах состоял постоянным членом Международного бюро по виноградарству и виноделию.

## Научное наследие
Научные работы относятся к вопросам биологии и агротехники, а также селекции винограда. Разработал теоретические основы агро — и фитотехники винограда: рациональные приёмы формирования и обрезки кустов, плотности посадки, операций с зелёными частями, методики повышения коэффициента побегов.
Осуществил теоретическое обоснование и наиболее эффективные приёмы искусственного дополнительного опыления сортов винограда. Первым в практике выращивания культурного винограда наработал научные принципы и приёмы сортовой дифференциации агротехники — в соответствии с биологией сорта и экологическими условиями местности, где он растёт, также приёмы направленного выращивания кондиционного урожая винограда одного сорта для разных целей.
Исследовал корневую систему винограда, морозо — и засухоустойчивость лозы, причины её поражения некрозом.
Наработал технологию обработки почв на виноградниках, технологию сортовой агротехники, методику определения силы роста кустов и площади листовой поверхности.
Автор более 250 научных статей и брошюр, среди них:
- «Обустройство виноградника и уход за ним», Краснодар, 1941,
- «Искусственное опыление, его роль и значение для обоеполых сортов винограда», Ереван, 1943,
- «Об дифференцированную агротехнику различных сортов винограда», 1947,
- «Производство виноградного привитого висаджувального материала», 1948, Кишинёв,
- «Виноград у стен жилых домов и других строений», 1948,
- «Сорта винограда. Гибриды-прямые производители», 1955,
- «Направленное выращивание урожаев винограда», Кишинёв, 1956,
- «Культура столовых сортов винограда», 1965,
- «Пути повышения урожаев плодовых культур и винограда», 1968.